# Bijelo dugme
Bijelo dugme (prevedeno »beli gumb«) je rokovska skupina iz Sarajeva, ki je močno zaznamovala jugoslovansko rokovsko sceno v 1970. in 1980. letih. 
Ustanovitelj Goran Bregović je priznal, da je ustanovil skupino predvsem zato, ker so bili glasbeniki bolj zanimivi za dekleta. Bil je glavni avtor pesmi, nekatere izmed popularnejših pa so napisali tudi drugi – pesmi Ima neka tajna veza, Glavni junak jedne knjige, Šta bi dao da si na mom mjestu, Pristao sam biću sve što hoće je denimo napisal Duško Trifunovič, pesmi Da sam pekar, Selma je napisal Vlado Dijak, Loše vino Arsen Dedič itd.
Vse skupaj se je začelo s skupino Jutro, ki pa jo je založba Diskoton iz domačega Sarajeva zavrnila; podporo so pridobili pri založbi Jugoton, s katero so podpisali pogodbo. Naslov prvega singla je bil Kad bi' bio bijelo dugme, po njegovi izdaji pa je manager skupine pregovoril Bregovića, naj se skupina preimenuje v Bijelo dugme.
S karizmatičnim pevcem Željkom Bebekom je skupina doživela velik uspeh – neki časopis je celo zapisal, da so v nekdanji Jugoslaviji prodali več plošč, kot je bilo gramofonov. Svoj vrh je skupina z Bebekom dosegla leta 1979 z albumom Bitanga i princeza.
Leta 1984 se je Željko Bebek odločil, da bo nadaljeval s samostojno kariero in na mesto glavnega vokalista je stopil Mladen Vojčič - Tifa, a je še istega leta skupino zapustil zaradi notranjih konfliktov. Nadomestil ga je Alen Islamović, ki je bil pred tem v skupini heavy metala Divlje jagode.
Skupina se je razšla leta 1989, potem ko je Islamović med zadnjo turnejo skupini zamolčal, da je bil v bolnišnici zaradi bolečin v prsnem košu – pravi razlogi niso bili razkriti, a mnogi menijo, da je do razdora prišlo zaradi razpada Jugoslavije, saj je bila skupina mnogokrat videna kot simbol združevanja ljudi v Jugoslaviji.
Bijelo dugme so se ponovno združili leta 2005 s tremi izjemno dobro obiskanimi koncerti v Sarajevu, Zagrebu in Beogradu (več kot 250.000 obiskovalcev). Leta 2008 so začeli novo turnejo, 5. aprila 2008 so nastopili tudi v Ljubljani.

## Zasedba
- Goran Bregović – kitara (1974–1989, 2005, 2024)
- Željko Bebek – vokal (1974–1984, 2005), bas kitara (1976–1977 (samo v studiu))
- Mladen Vojičić - Tifa – vokal (1984–1985, 2005, 2024)
- Alen Islamović – vokal (1986–1989, 2005, 2024)
- Jadranko Stanković – bas kitara (1974)
- Zoran Redžić – bas kitara (1974–1975, 1977–1989, 2005, 2024)
- Vlado Pravdić – klaviature (1974–1976, 1978–1989, 2005)
- Laza Ristovski – klaviature (1976–1978, 1984–1989, 2005)
- Goran »Ipe« Ivandić – bobni (1974–1976, 1977–1978, 1982–1989)
- Milić »Mića« Vukašinović – bobni (1976–1977, 2005)
- Dragan »Điđi« Jankelić – bobni (1978–1982, 2005, 2024)

### Glasbeniki na turnejah
- Mustafa »Mute« Kurtalić – bas kitara (1975)
- Ljubiša Racić – bas kitara (1975–1977)
- Sanin Karić – bas kitara (1977)
- Garabet Tavitjan – bobni (1982)
- Ognjen »Ogi« Radivojević – klaviature (2024)

## Diskografija

### Studijski albumi
- Kad bi' bio bijelo dugme (1974)
- Šta bi dao da si na mom mjestu (1975)
- Eto! Baš hoću! (1976)
- Bitanga i princeza (1979)
- Doživjeti stotu (1980)
- Uspavanka za Radmilu M. (1983)
- Bijelo dugme (1984)
- Pljuni i zapjevaj, moja Jugoslavijo (1986)
- Ćiribiribela (1988)

### Singli
- Ima neka tajna veza - 1974
- Milovan / Goodbye Amerika - 1976

### Kompilacije
- Singl ploče (1974-1975) - Jugoton 1982
- Singl ploče (1976-1980) - Jugoton 1982
- Iz sve snage - Croatia Records 1995
- Sanjao sam noćas da te nemam (Velike rock balade) - Croatia Records 1994
- Rock & Roll: Največi hitovi '74-'88 - Croatia Records 1994
- Kolekcija 6 BOX - prvih šest studijskih albuma - Croatia Records 2005